# カトリック仲知教会
カトリック仲知教会（カトリックちゅうちきょうかい）は、長崎県南松浦郡新上五島町津和崎郷にあるカトリック教会。
当教会の主任司祭は、2km南に位置する江袋教会にも巡回してミサを捧げる。

## 解説
当初、司祭は江袋教会に常駐していたが、1932年ごろから当教会に常駐するようになった。
現在の聖堂は1978年12月14日に献堂された。建設にあたり、信徒一戸当たり140万円という多額の拠出と労力奉仕がなされた。
聖堂にはインパクトのあるステンドグラスが飾られている。その中には島本要大司教の姿もある。